# 約翰·萊菲爾德
約翰·萊菲爾德（英語：John Layfield，1966年11月29日—），本名約翰·查理·萊菲爾德，是已退休的美國職業摔角手，他最廣為人知的擂台名是 John "Bradshaw" Layfield，縮寫成JBL。他目前在綜合格鬥聯盟Vyper Fight League擔任解說員。而約翰·萊菲爾德保有世界摔角娛樂（World Wrestling Entertainment，WWE）冠軍腰帶最久的紀錄，長達280天。

## 生平
萊菲爾德在WWE時的角色形象設定為一個富裕、成功的商人，這其實跟他現實生活的角色相符，他在現實中是個商場老闆。他也參與了福斯新聞頻道節目The Cost of Freedom的演出，並在CNBC撥出。他也寫了一本關於銷售哲學的書籍，書名為Have More Money Now (ISBN 0-7434-6633-0)。此外他還在Talk Radio Network電台主持了一個週末的談話廣播節目，內容主要是談論保守派政治話題。他也是東北保安公司（Northeast Securities）的副總裁。
他摔角生涯中共獲得1次WWE冠軍頭銜、1次WWE美國冠軍頭銜、1次WWE歐洲冠軍頭銜、18次WWE硬蕊冠軍頭銜、1次WWE洲際冠軍頭銜、以及3次世界雙打冠軍。他是第20個完成三冠王的世界摔角娛樂選手，也是完成世界摔角娛樂冠軍大滿貫大滿貫的第十人。

## 外部連結
- WWE官網資料 （页面存档备份，存于）
- Online World of Wrestling profile （页面存档备份，存于）
- TipsTraders profile
- 官方後援會
- 約翰·萊菲爾德在互联网电影资料库（IMDb）上的資料（英文）